# Хорст Лудвиг Штермер
Хорст Лудвиг Штермер (Франкфурт на Мајни, 6. април 1949) је амерички физичар немачког порекла који је 1998. године, заједно са Робертом Лафлином и Данијелом Цуијем, добио Нобелову награду за физику „за откриће нове форме квантног флуида”.